# Великопольє (Совєтський район)
Великопо́льє (рос. Великополье, марій. Кугунур) — присілок у складі Совєтського району Марій Ел, Росія. Входить до складу Ронгинського сільського поселення.

## Населення
Населення — 307 осіб (2010; 311 у 2002).
Національний склад (станом на 2002 рік):
- марі — 99 %